# Huỳnh Minh Đoàn
Huỳnh Minh Đoàn (sinh 13 tháng 8 năm 1953) nguyên là Ủy viên Trung ương Đảng khóa X, Bí thư Tỉnh ủy Đồng Tháp nhiệm kỳ 2001-2010, Chủ tịch Hội đồng nhân dân tỉnh Đồng Tháp nhiệm kỳ 2006-2011.

## Thân thế
Ông sinh ngày 13 tháng 8 năm 1953, tại xã Tân Thành, huyện Tân Hồng, tỉnh Long Châu Sa (nay là xã Tân Thành A, huyện Tân Hồng, tỉnh Đồng Tháp).
Ông sinh ra và lớn lên trong gia đình bên nội, bên ngoại đều hoạt động cách mạng, nên ông sớm giác ngộ cách mạng.

## Sự nghiệp
- Năm 1968, ông gia nhập quân đội, là cứu thương P100A, Phòng Chính  trị Quân khu II.
- Tháng 6/1971, ông được Chi bộ Quân y Trung đoàn Bộ binh số một kết nạp vào Đảng Cộng sản Việt Nam
- Tháng 2/1972, ông là Tiểu đội trưởng Trinh sát Tiểu đoàn 261A và được đào tạo Trung đội trưởng tại Trường Quân chính Quân khu II. Ra trường ông được đề bạt Trung đội phó rồi Trung đội trưởng trinh sát Tiểu đoàn 261A.
- Giữa năm 1973, ông là Chuẩn uý, Chi uỷ viên, Chính trị viên, Đại đội phó Đại đội 1, Tiểu đoàn 261A.
- Sau khi học lớp cán bộ Đại đội và Huyện đội, cuối năm 1974, ông là Thiếu uý rồi Trung uý, Chính trị viên Đại đội Trinh sát Trung đoàn 1, Bí thư Chi bộ.
- Cuối năm 1976, ông là Chính trị viên Đại đội 6, Đảng uỷ viên Tiểu đoàn 5, Trung đoàn 2, Sư đoàn 330
- Năm 1978 là Thượng uý, Quyền Tiểu đoàn trưởng Tiểu đoàn 4, Tiểu đoàn 6, Mặt trận 979.
- Cuối năm 1980, ông là Đại úy, học Trường Văn hóa Quân khu IX và ra trường làm Trợ lý Tác chiến Sư đoàn 330.
- Cuối năm 1984, ông được phong quân hàm Thiếu tá, học lớp bổ túc Chỉ huy Tham mưu cấp chiến thuật, chiến dịch binh chủng hợp thành, Học viện lục quân Đà Lạt.
- Tháng 8/1985 ra trường, ông là Đảng uỷ viên Trung đoàn, Phó Trung đoàn trưởng, rồi Trung đoàn trưởng Trung đoàn 777, Mặt trận 979. Ông tiếp tục học lớp đào tạo cán bộ chỉ huy tham mưu cấp chiến  dịch, chiến lược tại học viện Quân sự cao cấp Bộ Quốc phòng ở Hà Nội, được phong quân hàm Trung tá.
- Tháng 8/1989 ra trường, ông về tỉnh Đồng Tháp nhận nhiệm vụ Phó Chỉ huy trưởng Bộ Chỉ huy Quân sự tỉnh.
- Hội nghị Ban Chấp hành Đảng bộ tỉnh giữa nhiệm kỳ (khóa V) vào năm 1993, ông được bầu vào Ban Chấp hành Đảng bộ và Ban Thường vụ Đảng ủy Quân sự tỉnh, Đại biểu Hội đồng nhân dân tỉnh, Ủy viên Ủy ban nhân dân tỉnh Đồng Tháp.
- Tháng 6/1995, ông được phong Đại tá, Chỉ huy trưởng Bộ chỉ huy Quân sự tỉnh và năm 1996 được bầu vào Ban Thường vụ Tỉnh uỷ.
- Cuối tháng 8/2000, ông được Bộ Chính trị chỉ định nhận nhiệm vụ Phó Bí thư Thường trực Tỉnh uỷ. Đến tháng 6/2001, ông giữ chức vụ Bí thư Tỉnh uỷ Đồng Tháp. Ông là đại biểu Hội đồng nhân dân tỉnh khóa V, khóa VII và Chủ tịch Hội đồng nhân dân tỉnh khóa VII
- Năm 2010, ông được điều động giữ chức Phó Trưởng Ban chỉ đạo Tây Nam Bộ.
- Năm 2013, ông nghỉ hưu.

## Gia đình
Ông có con trai tên Huỳnh Minh Tuấn, sinh năm 1980. Huỳnh Minh Tuấn hiện là Tỉnh ủy viên, Phó Chủ tịch Ủy ban nhân dân tỉnh Đồng Tháp, Đại biểu Quốc hội Việt Nam nhiệm kỳ 2016-2021